# Shulamith Firestone
Shulamith Bath Shmuel Ben Ari Feuerstein (Ottawa, 7 de enero de 1945-Nueva York, 28 de agosto de 2012), conocida como Shulamith Firestone, fue una escritora y activista feminista canadiense-estadounidense, figura importante en la historia del feminismo radical y la segunda ola del feminismo. Fue cofundadora de los grupos feministas radicales New York Radical Women, Redstockings y New York Radical Feminists.
Es especialmente conocida por su libro La dialéctica del sexo: en defensa de la revolución feminista (1970), considerado una de las principales obras del feminismo de segunda ola. Firestone extendió las teorías marxistas de opresión de clase para ofrecer un análisis radical de la opresión de las mujeres, argumentando que la inequidad sexual surge de la carga de la maternidad, que se transfiere a las mujeres por pura casualidad biológica.El libro fue traducido a distintos idiomas y es considerado un precursor en los trabajos sobre tecnología y género.
A inicios de los años setenta se retiró de la vida pública,y a finales de la década siguiente fue diagnosticada de esquizofrenia. Su obra final Airless Spaces (1998) abordaba sus experiencias con la salud mental y la hospitalización psiquiátrica, así como las conexiones del estigma con la pobreza y el estatus social.Entre sus otros proyectos se encuentran la revista Notes (1968-1971) y el documental inédito Shulie, que protagonizó y fue recreado y estrenado en 1997 bajo la dirección de Elisabeth Subrin.

## Biografía
Shulamith Bath Shmuel Ben Ari Feuerstein nació en Ottawa, Canadá el 7 de enero de 1945 y se crio en Kansas City, Misuri, y St. Louis. Fue la segunda de seis hermanos, sus padres eran judíos ortodoxos: Sol Feuerstein, un vendedor de Brooklyn y Kate Weiss, alemana. En abril de 1945, cuando Firestone tenía cuatro meses, su padre participó en la liberación del campo de concentración de Bergen-Belsen en Alemania.
La familia americanizó su apellido de Feuerstein a Firestone cuando Shulamith era pequeña y se trasladó a Estados Unidos; ella pronunciaba su nombre shoo-LAH-mith, pero familiarmente la llamaban Shuley o Shulie. 
Su padre se había convertido al judaísmo ortodoxo cuando era adolescente y, según la escritora y periodista Susan Faludi, ejerció un estricto control sobre sus hijos, con el celo de un converso. Uno de sus hermanos, el rabino Tirzah Firestone, explicó a Faludi: "Mi padre lanzó su ira sobre Shulie". Ella protestó contra el sexismo de la familia; se esperaba que Firestone hiciera la cama de su hermano, "[b] porque eres una niña", le dijo su padre. Laya Firestone Seghi, otra hermana, recuerda los enfrentamientos entre padre e hija.
Firestone asistió al Rabbinical College of Telshe, cerca de Cleveland, antes de obtener un BA de la Universidad de Washington en St. Louis y, en 1967, un título de BFA en pintura de la Escuela del Instituto de Arte de Chicago (SAIC). En 1967, durante sus estudios en SAIC, fue objeto de una película documental para estudiantes. Nunca estrenada, la película fue redescubierta en la década de 1990 por la cineasta experimental Elisabeth Subrin, quien hizo un nuevo capítulo por cuadro del documental original, con Kim Soss interpretando a Firestone, de 22 años. Fue estrenada en 1997 como Shulie, ganando varios premios, incluido el premio de la Asociación de Críticos de Cine de Los Ángeles en 1998.
En ese periodo participó en la fundación del Westside Group, una organización feminista de Chicago, antes de mudarse a New York donde fue cofundadora de tres organizaciones feministas: New York Radical Women, Redstockings y New York Radical Feminists, creadas como alternativa a la Organización Nacional de Mujeres, cofundada en 1966 por Betty Friedan, figura central del feminismo liberal.
Además de La dialéctica del sexo, publicado a los 25 años, su único otro libro, Airless Spaces, fue publicado en 1998 por la editorial experimental Semiotext (e). Una memoria-en-historias que emplea formas ficticias para relatar en tercera persona eventos de la vida real, describiendo su vida después de su hospitalización y los medicamentos psiquiátricos que tomaba a causa de la esquizofrenia que padecía y que en la década de 1980 la había superado.

## Activismo feminista

### New York Radical Women
En octubre de 1967, Firestone trasladó su residencia a Nueva York donde fue cofundadora del New York Radical Women (NYRW). Ese año se celebró la primera y única convención nacional de la Conferencia Nacional para Nuevas Políticas. Firestone asistió y, con Jo Freeman, formó un caucus de mujeres, que trató de presentar sus propias demandas a la sesión plenaria. A las mujeres se les dijo que su resolución no era lo suficientemente importante para una discusión en pleno. Eventualmente lograron agregar su declaración al final de la agenda, pero no fue discutida. El director de la Conferencia Willam F. Pepper, se negó a reconocer a ninguna de las mujeres que esperaban su turno para intervenir y llamó a alguien para que hablara sobre "el estadounidense olvidado, el indio americano". Cuando cinco mujeres, incluida Firestone, corrieron al podio para protestar, Pepper le dio unas palmaditas en la cabeza a Firestone y le dijo: "Tranquilízate, chica; tenemos cosas más importantes de las qué hablar que los problemas de las mujeres".
Firestone y Freeman convocaron a una reunión de las mujeres que habían asistido al curso de "escuela gratuita" y al taller de mujeres en la conferencia; esto se convirtió en el primer grupo de liberación de mujeres de Chicago. Era conocido como el grupo Westside porque se reunía semanalmente en el departamento de Freeman en el lado oeste de Chicago. Después de algunos meses Freeman comenzó un boletín de noticias, Voz del Movimiento de Liberación de la Mujer. Circuló a nivel nacional (y en algunos otros países), dando nombre al nuevo movimiento. Muchas de las mujeres del grupo Westside comenzaron a fundar otras organizaciones feministas, incluida la Unión de Liberación de Mujeres de Chicago.

### Redstockings, New York Radical Feminists
Cuando NYRW formó "grupos de autoconciencia", Firestone y Ellen Willis cofundaron el grupo feminista radical Redstockings, llamado así por la Bluestockings Society, un grupo literario de mujeres del siglo XVIII. Entre los miembros de Redstocking estaban Kathie Sarachild ("Sisterhood is Powerful") y Carol Hanisch ("lo personal es político"). Faludi escribió que las Redstockings "se deshicieron" en 1970. Firestone cofundó entonces New York Radical Feminists (NYRF) con Anne Koedt.

## Obra

### Notes
Junto con otras miembros de New York Radical Feminists, Firestone creó y editó una revista feminista, Notes, produciendo Notes from the First Year (junio de 1968), Notes from the Second Year (1970), y con Anne Koedt como editora cuando Firestone lo dejó Notes from the Third Year (1971).

### La dialéctica del sexo
La dialéctica del sexo: en defensa de la revolución feminista (1970) se convirtió en un texto clásico del feminismo de la segunda ola. Este fue el primer libro de Firestone y se publicó cuando tenía solo 25 años. En el libro, Firestone buscó desarrollar una visión materialista de la historia basada en el sexo. También es notable en el libro la sociedad ideal que crea Firestone, un vacío de la opresión de las mujeres.
Firestone caracterizó el “nuevo materialismo histórico” que ella ponía en práctica como

"aquella concepción del curso histórico que busca la causa última y la gran fuerza motriz de todos los acontecimientos en la dialéctica del sexo: en la división de la sociedad en dos clases biológicas diferenciadas con fines reproductivos, y en los conflictos de dichas clases entre sí; en las variaciones habidas en los sistemas de matrimonio, reproducción y educación de los hijos creadas por dichos conflictos; en desarrollo combinado de otras clases físicamente diferenciadas (castas); en la prístina división del trabajo basada en el sexo, que evolucionó hacia un sistema (económico, cultural) de clases”.

Firestone sintetizó las ideas de Sigmund Freud, Wilhelm Reich, Karl Marx, Friedrich Engels y Simone de Beauvoir en una teoría feminista radical de la política. También reconoció la influencia de Too Many Americans (1964) de Lincoln H. y Alice T. Day y el best-seller de 1968 The Population Bomb por Paul R. Ehrlich. 
Firestone argumentó en su libro que la sociedad moderna no podría lograr una verdadera igualdad de género hasta que los rasgos biológicos de las mujeres fueran separados de su identidad de género. Firestone consideraba que Freud y Marx habían ignorado lo que ella llamaba la "clase de sexo", la dominación de las mujeres por los hombres debido a su biología. La desigualdad de género se origina en las estructuras sociales patriarcales impuestas a las mujeres debido a sus cuerpos, señalaba, particularmente las desventajas físicas, sociales y psicológicas causadas por el embarazo, el parto y la crianza de los hijos. Ser humano es superar a la naturaleza, y por ello "ya no podemos justificar el mantenimiento de un sistema discriminatorio de clase sexual sobre la base de su origen en la naturaleza". [cita requerida]
La abolición de la clase sexual requeriría que las mujeres tomen el control de los medios de reproducción. Consideraba que el embarazo y el parto eran "bárbaros" y la familia nuclear como una fuente clave de la opresión de las mujeres. La anticoncepción, el aborto, la fertilización in vitro y otros cambios significaron que el sexo algún día se separaría del embarazo y la crianza de los hijos y las mujeres podrían ser libres. Anticipó que grupos de personas en el futuro se reunirían voluntariamente para criar niños sin recurrir a relaciones permanentes entre hombres y mujeres y sin la idea de que ciertos niños "pertenecen" a una pareja.

Para garantizar la eliminación de las clases sexuales, es necesario que la clase oprimida (las mujeres) se rebele y tome el control de la función reproductiva: … por esto el objetivo final de la revolución feminista debe ser distinto del objetivo del primer movimiento feminista: no exclusivamente la eliminación del privilegio masculino, sino de la misma distinción entre los sexos; las diferencias genitales entre seres humanos no tendrán ya ninguna importancia.

#### Recepción
Tras la publicación de la obra, se convirtió en una de las principales figuras del feminismo radical de inspiración marxista, centrado en abordar "la raíz misma de la opresión".Naomi Wolf dijo sobre el libro en 2012: "Nadie puede entender cómo ha evolucionado el feminismo sin leer este punto de referencia radical y provocador de la segunda ola".Está considerada por investigadoras como Arantza Campos como una de las primeras feministas radicales que se ocupa en restablecer los vínculos con el sufragismo, en particular con el ala radical de Elizabeth Cady Stanton o Susan B. Anthony.
Sus propuestas de usos feministas emancipadores de la tecnología tuvieron también influencia en el ciberfeminismo y el xenofeminismo.Su defensa de la abolición de la familia nuclear y sus dinámicas influyó en la obra de autoras abolicionistas como Kathi Weeks o Sophie Lewis.

### Espacios sin aire
Tras publicar La dialéctica del sexo en 1970 Firestone dejó el activismo. Se retiró de la política a principios de los años setenta, se mudó a Saint Marks Place y trabajó como pintora. A fines de los años ochenta enfermó mentalmente y se le diagnosticó esquizofrenia. En 1998 publicó Airless Spaces (Espacios sin aire) un relato de la vida dentro y fuera de los hospitales psiquiátricos.

## Muerte y legado
Firestone fue encontrada muerta por el propietario del edificio en su apartamento de Nueva York el 28 de agosto de 2012. Llevaba muerta 6 meses. Durante décadas había estado luchando contra la esquizofrenia y vivía gracias a la asistencia pública. Según su hermana, Laya Firestone Seghi, murió de causas naturales, aunque la también activista feminista Susan Brownmiller, contemporánea de Firestone, no descarta que la muerte fuera causada por hambre dada la crítica situación en la que sobrevivía.  Su muerte fue confirmada por la Oficina del Médico Forense de la Ciudad de Nueva York. Según los informes, vivía de manera solitaria y sufría de mala salud.
Su familia hermana Laya, su madre, Kate Firestone Shiftan; dos hermanos, Ezra y Nechemia; y otra hermana, Miriam Tirzah Firestone.

## Obras

### Libros
- The Dialectic of Sex: The Case for Feminist Revolution (William Morrow and Company, 1970). Traducido como La dialéctica del sexo: en defensa de la revolución feminista (Kairos, 1976; Verso, 2023).
- Notes from the First Year (editora) (New York Radical Women, 1968).
- Notes from the Second Year (editora) (New York Radical Women, 1970).
- Notes from the Third Year (editora, con Anne Koedt) (New York Radical Women, 1971).
- Airless Space (Semiotext(e), 1998). Traducido como Espacios sin aire (Muñeca Infinita, 2022).

### Artículos
- The Women's Rights Movement in the U.S.: A New View. En Notes from the First Year (1968).
- The Jeanette Rankin Brigade: Woman Power?. En Notes from the First Year (1968).
- On Abortion. En Notes from the First Year (1968).
- When Women Rap about Sex. En Notes from the First Year (1968).